# Rainilaiarivony
Rainilaiarivony (ur. 30 stycznia 1828 w Ilafy, zm. 17 lipca 1896 w Algierze) – malgaski polityk i wojskowy (voninahitrafahefatambinifolo, stopień odpowiadający feldmarszarszałkowi), premier w latach 1864–1895, mąż trzech kolejnych królowych: Rasoheriny, Ranavalony II i Ranavalony III.

## Życiorys
Był synem premiera Rainiharo i Rabodomiarany, bratem Rainivoninahitriniony i Raharo. Wykształcenie zdobył w szkołach misyjnych. Po śmierci ojca w 1852 został awansowany do trzynastego stopnia służbowego i otrzymał posadę prywatnego sekretarza królowej. Wraz z braćmi należał do frakcji proeuropejskiej na dworze. Jako głównodowodzący sił zbrojnych, po śmierci Ranavalony I poparł księcia Rakoto, późniejszego Radamę II. W 1864 został powołany na urząd premiera. Dla utwierdzenia swojej pozycji poślubił królową Rasoherinę. Jako szef rządu sprawował dyktatorską władzę, kontrolując politykę wewnętrzną państwa dzięki małżeństwom z kolejnymi monarchiniami. Nie był jednak w stanie zapewnić krajowi bezpieczeństwa w obliczu wzrastających ambicji kolonialnych Francji.
Polityka Rainilaiarivony była skierowana na ograniczenie kolonizacji wyspy przez mocarstwa europejskie. W tym celu premier rozpoczął centralizację administracji i sądownictwa państwowego. Powołał sztab urzędników, którzy mieli kontrolować działalność lokalnej arystokracji. Rainilaiarivony zakazał poligamii, a w 1877 roku na Madagaskarze zniósł niewolnictwo. Przeznaczył pieniądze na uwolnienie kilku kategorii niewolników, ograniczył handel nimi i zakazał zabierania do niewoli za długi. W 1881 roku powołał dziesięć ministerstw do kontroli administracji i gospodarki. Popierał powstawanie przedsiębiorstw i pracę najemną. Rainilaiarivony dążył do wzmocnienia armii, którą utrzymywał z coraz bardziej podnoszonych podatków, co często spotykało się z niechęcią społeczeństwa do rządu.
W 1869 roku premier przyjął protestantyzm i ustanowił go religią państwową. W ten sposób chciał pozyskać wsparcie Anglii przeciwko Francji. Skutkiem tego kroku było jednak zaognienie stosunków z francuskimi osadnikami. W następstwie tzw. incydentu pod Touale (maj 1881), oddziały francuskie zajęły w 1883 kilka portów malgaskich. Na tym tle doszło do wojny w latach 1883–1885, zakończonej ustanowieniem protektoratu Francji na całej wyspie.
Po śmierci Ranavalony II w 1883 roku premier ożenił się z jej następczynią, Ranavaloną III (1883–1897), ostatnią królową Madagaskaru. Po nieudanej zbrojnej próbie w latach 1895–1896 odzyskania dawnej świetności królestwa Rainilaiarivony w 1895 roku, a Ranavalona III rok później zostali deportowani do Algieru. Madagaskar stał się kolonią francuską. 
Z małżeństwa z Rasoanaliną miał pięcioro dzieci. Pozostałe małżeństwa, zawarte ze względów politycznych, były bezdzietne. Zmarł w Algierze, został pochowany w Isoraka.
W 1887 został odznaczony Legią Honorową V klasy.